# Copeland (Kansas)
Copeland és una població dels Estats Units a l'estat de Kansas. Segons el cens del 2000 tenia 339 habitants.

## Demografia
Segons el cens del 2000, Copeland tenia 339 habitants, 122 habitatges, i 86 famílies. La densitat de població era de 503,4 habitants per km².
Dels 122 habitatges en un 42,6% hi vivien nens de menys de 18 anys, en un 63,9% hi vivien parelles casades, en un 4,9% dones solteres, i en un 28,7% no eren unitats familiars. En el 26,2% dels habitatges hi vivien persones soles l'11,5% de les quals corresponia a persones de 65 anys o més que vivien soles. El nombre mitjà de persones vivint en cada habitatge era de 2,78 i el nombre mitjà de persones que vivien en cada família era de 3,44.
Per edats la població es repartia de la següent manera: un 34,5% tenia menys de 18 anys, un 7,4% entre 18 i 24, un 29,8% entre 25 i 44, un 18% de 45 a 60 i un 10,3% 65 anys o més.
L'edat mediana era de 30 anys. Per cada 100 dones de 18 o més anys hi havia 101,8 homes.
La renda mediana per habitatge era de 35.625 $ i la renda mediana per família de 38.594 $. Els homes tenien una renda mediana de 31.458 $ mentre que les dones 21.250 $. La renda per capita de la població era de 15.615 $. Entorn de l'11,3% de les famílies i el 14,8% de la població estaven per davall del llindar de pobresa.

## Poblacions més properes
El següent diagrama mostra les poblacions més properes.